# 上帯広村
上帯広村（かみおびひろむら）は、かつて北海道河西郡に存在した村である。

## 沿革
- 1902年（明治35年）4月1日 - 北海道二級町村制施行により河西郡上帯広村が村制施行し、上帯広村が発足。
- 1915年（大正4年）4月1日 - 河西郡幸震村、売買村と合併し大正村を新設して消滅。